# Cydia fagiglandana
Cydia fagiglandana es una especie de polilla del género Cydia, tribu Grapholitini, familia Tortricidae. Fue descrita científicamente por Zeller en 1841.
La envergadura es de unos 12–16 milímetros. Se distribuye por Europa: Alemania.